# Adam Pearce
Adam John Pearce (Lake Forest (Illinois), 24 juni 1978), is een Amerikaans voormalig professioneel worstelaar die sinds 2013 actief is in de World Wrestling Entertainment en sinds 2021 zijn rol vervuld als Director of Live Events voor het bedrijf.
Pearce begon zijn worstelcarrière in 1996 en worstelde in kleine onafhankelijke worstelorganisaties waaronder Independent Wrestling Association Mid-South (IWA-Mid South). Tussen 2000 en 2010 had Pearce een succesvolle carrière. Hij maakte verschijnen voor grote promoties waaronder Ultimate Pro Wrestling (UPW), All Pro Wrestling (APW) en Pro Wrestling Guerrilla (PWG). Hij heeft talloze kampioenschappen aan zijn prijzenkast toegeveoegd. Ook heeft hij kort gewerkt voor het Mexicaanse onafhankelijke worstelcircuit, het Japanse New Japan Pro Wrestling (NJPW) en de Amerikaanse Total Nonstop Action Wrestling (TNA).
Tussen 2005 en 2010 maakte Pearce verschijningen voor Ring of Honor (ROH), Full Impact Pro (FIP), Combat Zone Wrestling (CZW) en de National Wrestling Alliance (NWA). Bij zijn tijd bij de promoties worstelde hij met nu bekende worstelaars Claudio Castagnoli, Bryan Danielson, Samoa Joe, Christopher Daniels, Frankie Kazarian en voormalig worstelaar Diamond Dallas Page.
Pearce boekte voornamelijk groot succes in de NWA. Pearce is een vijfvoudig NWA World Heavyweight Champion en een voormalig NWA British Commonwealth Heavyweight Champion. In 2015 werd hij opgenomen in de NWA Hall of Fame.

## Prestaties
- All-Star Championship Wrestling
  - ACW Heavyweight Championship (1 keer)[10]
  - ACW Television Championship (1 keer)[10]
- Alternative Wrestling Show
  - AWS Heavyweight Championship (1 keer)[10]
- Cauliflower Alley Club
  - Men's Wrestling Award (2014)
- NWA Pro Wrestling
  - NWA Heritage Championship (2 keer)
- Great Lakes Wrestling
  - GLW Heavyweight Championship (1 keer)[10]
- Independent Wrestling Association Mid-South
  - IWA Mid-South Light Heavyweight Championship (1 keer)[10]
- National Wrestling Alliance
  - NWA World Heavyweight Championship (5 keer)[10]
  - NWA British Commonwealth Heavyweight Championship (1 keer)[10]
  - Reclaiming the Glory Tournament (2007)
  - NWA Hall of Fame (Class of 2015)
- Metro Pro Wrestling
  - Metro Pro Heavyweight Championship (1 keer)[10]
- Mid-American Wrestling
  - MAW Heavyweight Championship (1 keer)[10]
- Professional Championship Wrestling
  - PCW Australian National Championship (1 keer)
- Pro Wrestling Guerrilla
  - PWG World Championship (1 keer) [10]
- Pro Wrestling Illustrated
  - Gerangschikt op #44 van de 500 best singles worstelaars in de PWI 500 in 2008
- Steel Domain Wrestling
  - SDW Northern States Television Championship (1 keer)
- Ultimate Pro Wrestling
  - UPW Heavyweight Championship (1 keer)[10]